# 锯嘴蜂鸟
锯嘴蜂鸟（学名：Ramphodon naevius）在生物分类学上是蜂鸟科隐蜂鸟亚科中的一个种，是锯嘴蜂鸟属的唯一一种。是巴西特有的鸟。因为鸟嘴有细小的锯齿而得名。

## 生态环境
锯嘴蜂鸟生活在低洼地、大西洋沿岸森林中。

## 分布地域
主要分布于巴西东南部沿海的森林。

## 特征
在蜂鸟的种类中，锯嘴蜂鸟的体型较大，而且体重也较重，约有10克。它有一条淡黄色的眉毛；下颚和咽喉为橙色，里面有一深色条纹从下颚一直延伸到胸部；尾羽略圆，边缘略带紫色，尖部为淡黄色。 

## 食物
锯嘴蜂鸟的食物是花蜜和昆虫，能知道采花蜜的时间，地点和品种。锯嘴蜂鸟最多能记住八种花的分泌花蜜的规律。

## 保护
历史上，为进行采矿和园林种植，森林大量被砍伐，威胁到锯嘴蜂鸟赖以生存的的低地森林。如今的主要威胁是城市化、工业化、农业扩大、殖民地化和相关道路的建设。